# Elezioni presidenziali in Polonia del 2010
Le elezioni presidenziali in Polonia del 2010 si tennero il 20 giugno (primo turno) e il 4 luglio (secondo turno).
Queste consultazioni si svolgono dopo la morte del Presidente in carica Lech Kaczyński, avvenuta in un incidente aereo il 10 aprile. Le elezioni si sarebbero di regola svolte in autunno, ma la Costituzione prevede che la data delle elezioni sia fissata in un termine massimo di sessanta giorni dalla decadenza del mandato.
I candidati che hanno avuto accesso al secondo turno sono stati Bronisław Komorowski, sostenuto da Piattaforma Civica, e Jarosław Kaczyński (fratello di Lech Kaczyński), appoggiato da Diritto e Giustizia.

## Risultati
| Bronisław Komorowski | Piattaforma Civica                  | 6 981 319  | 41,54 | 8 933 887  | 53,01 |  |  |  |
| Jarosław Kaczyński   | Diritto e Giustizia                 | 6 128 255  | 36,46 | 7 919 134  | 46,99 |  |  |  |
| Grzegorz Napieralski | Alleanza della Sinistra Democratica | 2 299 870  | 13,68 |            |       |  |  |  |
| Janusz Korwin-Mikke  | Unione per la Politica Reale        | 416 898    | 2,48  |            |       |  |  |  |
| Waldemar Pawlak      | Partito Popolare Polacco            | 294 273    | 1,75  |            |       |  |  |  |
| Andrzej Olechowski   | Indipendente                        | 242 439    | 1,44  |            |       |  |  |  |
| Andrzej Lepper       | Autodifesa della Repubblica Polacca | 214 657    | 1,28  |            |       |  |  |  |
| Marek Jurek          | Destra della Repubblica             | 177 315    | 1,06  |            |       |  |  |  |
| Bogusław Ziętek      | Partito Polacco del Lavoro          | 29 548     | 0,18  |            |       |  |  |  |
| Kornel Morawiecki    | Indipendente                        | 21 596     | 0,13  |            |       |  |  |  |
| Totale               | Totale                              | 16 806 170 | 100   | 16 853 021 | 100   |  |  |  |
|                      |                                     |            |       |            |       |  |  |  |
| Voti non validi      | Voti non validi                     | 117 662    | 0,70  | 197 396    | 1,16  |  |  |  |
| Votanti              | Votanti                             | 16 923 832 |       | 17 050 417 |       |  |  |  |